# Alain Bohan
Pour les articles homonymes, voir Bohan (homonymie).
Alain Bohan, né en 1750 à Hanvec, mort le 26 février 1814 à Rennes) est un député français, membre de l'Assemblée législative de 1791, puis de la Convention et député au Conseil des Cinq-Cents. Son nom reste attaché à l'abolition du domaine congéable.

## Biographie
Alain Bohan était juge au tribunal de Châteaulin, quand il fut élu, le 12 septembre 1791, député du Finistère à l'Assemblée législative, par 259 voix sur 425 votants ; le 5 septembre 1792, le même département l'envoya siéger à la Convention, par 263 voix sur 340 votants.
Grâce à ses compétences juridiques, il fut chargé d'un rapport sur le domaine congéable. Le domaine congéable était une forme de tenue des terres dans laquelle « le seigneur foncier seul exerçait le droit de propriété sur le fonds. Le domanier (ou fermier) était propriétaire des édifices, des propriétés bâties, des maisons, des murs, des récoltes des arbres fruitiers ». Il payait une redevance annuelle au propriétaire qui pouvait l'évincer, selon son bon plaisir. Le domaine congéable pratiqué avec des variantes : usements de Cornouaille, du Poher et du Porhoët, de Tréguier, de Vannes, etc., était une forme de tenue des terres impopulaire et les cahiers de doléances la qualifiaient « d'oppressive », « d'odieuse », et en demandaient la suppression. La loi de 1792, préparée par Alain Bohan et votée à son instigation, semble encore de nos jours l'une des réformes sociales les plus hardies de la Révolution. Ce rapport qu'il fit et qui fut imprimé (Paris, Baudoin, 1792, 55 p., in-8°),, eut pour résultat l'abolition du domaine congéable et la spoliation des propriétaires, dont Tronchet et les plus estimables jurisconsultes bretons avaient démontré, sous la Constituante, que les droits étaient étrangers au régime féodal. Mais la loi qu'avait provoquée Bohan était tellement inique que l'abrogation en fut prononcée, sous le Directoire, malgré les efforts qu'il fit pour la faire maintenir dans son Opinion du 25 prairial an V (Paris, Baudoin, an V, 207 p., in-8°), et dans celle du 16 fructidor an VI (ibid., 74 p.). Ces trop funestes opinions, reproduites dans une Lettre à Tronchet et dans un Avis au Corps législatif, au Directoire, etc., ont été victorieusement réfutées, au Conseil des Cinq-Cents, par Boullé, et dans deux écrits de Desnos de La Grée, mort après avoir donné sa démission de président du tribunal civil de Rennes.
Dans le procès de Louis XVI, il répondit, au 2e appel nominal : « Il est sans doute plus courageux de braver les menaces des factieux et des scélérats, sans trahir sa conscience, que d'empêcher le peuple, sous des prétextes ridicules, d'exercer sa souveraineté. D'ailleurs, je suis persuadé que je ne puis être en même temps juge et législateur ; que la très grande majorité est vraiment républicaine et indignée des perfidies de Louis ; que la décision que vous allez prendre doit être soumise à la sanction du peuple ; et je dis oui ». Au 3e appel nominal, il dit : « Je vote pour la mort ». Il se prononça pour le sursis.
Ayant signé la protestation du 6 juin 1793 contre la journée du 31 mai, il fut des 73 députés décrétés d'arrestation comme complices des Girondins, et sauvés par le 9 thermidor. Réintégré à la Convention, il passa, comme conventionnel, au Conseil des Cinq-Cents, le 4 brumaire an IV, et, au renouvellement de l'an VI, y fut renvoyé, le 25 germinal, par le Finistère, avec 146 voix. Malgré ses efforts pour s'y opposer il eut le chagrin de voir cette assemblée rapporter sa loi sur le domaine congéable et les propriétaires rétablis dans leurs prérogatives. Le 18 brumaire mit fin à la carrière politique de Bohan.
Il se fixa à Rennes où il se fit une certaine réputation comme avocat consultant. Non seulement les clients et le barreau réclamaient souvent l'appui de ses lumières, mais la magistrature elle-même eut souvent recours à sa science de jurisconsulte.

## Mandats
- 12/09/1791 - 20/09/1792 : (Assemblée nationale législative) - Finistère - Gauche
- 05/09/1792 - 26/10/1795 : (Convention nationale) - Finistère - Girondins
- 26/10/1795 - 26/12/1799 : (Conseil des Cinq-Cents) - Finistère - Modérés

## Travaux législatifs
- Alain Bohan, Convention nationale. Observations sur la Constitution du peuple français, Paris, Impr. nationale, s. d., 8 p. (BNF 30119564)
- Alain Bohan, Rapport et projet de décret présentés, au nom du Comité de féodalité, sur les domaines congéables de la ci-devant Basse-Bretagne, Paris, Impr. nationale, 1792, 61 p. (BNF 30119563)
- Alain Bohan, Bohan, membre du Conseil des Cinq-Cents à Tronchet, membre du Conseil des Anciens : an VI, 1797, S. l., n. d., 8 p. (BNF 37244230, lire en ligne)
- Alain Bohan, Avis au Corps législatif, au Directoire, au ministre des Finances et à la Commission chargée d'examiner la loi du 9 brumaire dernier, sur le domaine congéable, Paris, Baudouin, 1798, 8 p. (BNF 30119561, lire en ligne)
- Alain Bohan, Corps législatif. Conseil des Cinq-Cents. Opinion de Bohan (du Finistère) sur le domaine congéable aboli par l'Assemblée législative en 1792, et sur le projet de résolution tendant au rétablissement de cette tenure : Séance du 25 pluviôse an V, Paris, Impr. nationale, ventôse an v (BNF 37243899, lire en ligne)
- Alain Bohan, Observations sur le projet de résolution présenté au Conseil des Cinq-Cents le seize fructidor an VI, tendant à rapporter la loi du 9 brumaire précédent relative au domaine congéable, et sur le message du Directoire exécutif du 5 pluviôse an VII tendant à faire maintenir cette même loi du 9 brumaire, Paris, impr. de Camus, germinal an vii, 77 p. (BNF 30119567, lire en ligne)